# Kraftwerk Rebnis
Das Kraftwerk Rebnis ist ein Wasserkraftwerk in der Gemeinde Arjeplog, Provinz Norrbottens län, Schweden, das am Abfluss des Sees Riebnes liegt. Es ging 1974 in Betrieb. Das Kraftwerk ist im Besitz von Skellefteå Kraft und wird auch von Skellefteå Kraft betrieben.

## Absperrbauwerk
Das Absperrbauwerk ist ein Staudamm mit einer Höhe von 19 m, der am Abfluss des Sees Riebnes in den See Hornavan liegt.
Das minimale Stauziel liegt bei 499,5 m, das maximale bei 513 m über dem Meeresspiegel. Der See Riebnes erstreckt sich über eine Fläche von 63 km² und fasst 740 Mio. m³ Wasser.

## Kraftwerk
Das Kraftwerk ging 1974 in Betrieb. Es verfügt mit einer Francis-Turbine über eine installierte Leistung von 59 (bzw. 62,7 oder 64) MW. Die durchschnittliche Jahreserzeugung liegt bei 136 (bzw. 140 142 oder 144) Mio. kWh.
Die Turbine wurde von Kværner geliefert. Sie leistet 62,7 MW; ihre Nenndrehzahl liegt bei 214,3 Umdrehungen pro Minute. Die Fallhöhe beträgt 81 (bzw. 82 oder 87) m bzw. liegt zwischen 68,5 und 82 m. Der maximale Durchfluss liegt bei 80 (bzw. 85) m³/s; die mittlere Wasserführung beträgt beim Kraftwerk Rebnis 21,5 m³/s.